# Central hidroeléctrica de Vatnsfell
La central hidroeléctrica de Vatnsfell (en islandés: Vatnsfellsvirkjun) es una central hidroeléctrica situada en las Tierras Altas de Islandia, en el extremo sur del lago Þórisvatn, justo antes de la carretera de Sprengisandur.
La central entró en funcionamiento en 2001. Está operada por Landsvirkjun y genera electricidad durante los picos de demanda de los meses de invierno. Su capacidad instalada es de 90 MW y su altura es de 67 m.